# Insurrection malgache de 1947
L'insurrection malgache de 1947 est une insurrection qui eut lieu en 1947 et 1948 sur l'île de Madagascar, alors colonie française. Elle est souvent considérée, après la crise indochinoise qui éclata en décembre 1944, comme l'un des signes avant-coureurs de la décolonisation en Afrique francophone.
Les causes de l’insurrection sont d’abord liées au système colonial instauré à la ﬁn du XIXe siècle : le travail forcé, le code de l’indigénat, la justice indigène (confiée aux administrateurs qui cumulent et confondent les pouvoirs) et enfin le racisme de contact colonial au quotidien.
Le soulèvement occasionne la mort de centaines de colons français et Malgaches anti-indépendantistes, et est suivi d'un massacre conduit par l'armée française qui fait plusieurs dizaines de milliers de morts. En incluant de nombreux déplacés morts de faim, le nombre de victimes, directes et indirectes, fait encore débat parmi les historiens, les estimations variant généralement entre 40 000 et 100 000 morts.
Cette répression sanglante est commémorée par un jour de deuil national à Madagascar chaque 29 mars depuis 1967,,.

## Contexte
À la suite de la Seconde Guerre mondiale, le prestige du colon s'est grandement amoindri parmi les indigènes. De plus, des milliers de militaires malgaches, engagés pendant la guerre dans l'armée française, sont revenus chez eux à l'été 1946 et beaucoup sont persuadés que la France va leur accorder l'indépendance pour les remercier de leurs sacrifices.
D'autre part, le travail forcé est rétabli dans toute sa rigueur (les indigènes sont réquisitionnés pour 12 mois à des salaires de misère) et les récoltes de riz sont réquisitionnées à des prix dérisoires, générant des pénuries alimentaires ; le marché noir prospère. Tout cela concourt à la crise du niveau de vie, ce qui augmente le mécontentement.
La lutte pour l'indépendance est active à travers le Mouvement démocratique de la rénovation malgache (MDRM) et des sociétés secrètes de libération. À partir d’octobre 1946, le pouvoir colonial se raidit dans une politique de répression, qui se traduit notamment par l’arrestation de nombreux cadres du parti indépendantiste du MDRM.

## Insurrection
À la fin de mars 1947, ce qui n'était qu'une sorte de jacquerie animée par des sociétés secrètes se transforme en une révolte contre l'ordre colonial. Le 29 mars 1947, plusieurs centaines d’hommes, dont des anciens combattants, armés de sagaies et de coupe-coupe, attaquent des petites villes côtières et des plantations, ainsi que le camp militaire de Moramanga où des armes sont prises. Les autorités coloniales proclament l’état de siège. Les insurgés, initialement au nombre de 2 000, voient rapidement leurs effectifs augmenter, rejoints par des paysans du Sud de l'île. Ils sont bientôt 20 000 environ. Quelque 35 000 colons habitent alors Madagascar.
L'insurrection débute dans le quart sud de l'île et sur la côte sud-est. Elle s'étend jusqu'à la région de Tananarivo dans le Centre et à toute la région des hautes terres, de Fianarantsoa au lac Alaotra, au nord de Tananarivo en avril 1947. Les insurgés s'en prennent aux Français mais aussi aux Malgaches travaillant pour l'administration coloniale. Ainsi environ 1 900 partisans du Parti des déshérités de Madagascar (PADESM) sont tués.

## Répression
Les troupes françaises dont les principales forces terrestres sont constituées de trois bataillons de tirailleurs malgaches sont environ 8 000 dans l'île au début de l'insurrection. En un an, le contingent est porté à 18 000 hommes, puis à 30 000. Ces chiffres sont contestés par l'historien Jean Fremigacci qui compte 3 000 militaires en mars et 7 000 au plus fort de la répression. Viendront en renfort de mars 1947 à octobre 1949 sept bataillons (2e bataillon du 4e régiment étranger d'infanterie, 1er bataillon du 1er régiment de tirailleurs marocains, deux bataillons du 2e régiment de tirailleurs marocains, deux bataillons de tirailleurs sénégalais et du 1er escadron du 2e régiment étranger de cavalerie) et, entre autres, une vingtaine d'avions de transport Amiot AAC.1 Toucan servant de bombardiers de fortune. Un pont aérien entre la France et Madagascar de 20 rotations de Junkers Ju 52, 11 de Handley Page Halifax et de 4 de C-47 Dakota a lieu.
L'insurrection recule dès mai 1947 devant l'Armée française. La répression est telle que certains historiens la qualifient de guerre coloniale. Les massacres sont nombreux, touchant largement la population civile. Dans le village de Moramanga, les militaires français tirent sur trois wagons plombés où étaient enfermés 166 militants du Mouvement démocratique de la rénovation malgache (MDRM), un parti créé un an plus tôt pour militer en faveur de l'indépendance. Un haut fonctionnaire évoque un « Oradour malgache ». Certains prisonniers furent victimes des tout premiers vols de la mort, jetés d’un avion tels des « bombes humaines » pour effrayer la population ».
Les troupes coloniales mettent un an pour venir à bout de la guérilla qui ne se terminera qu'à la fin de l'année 1948,. Les trois élus du MDRM, parti pourtant hostile à l'insurrection, à l'Assemblée nationale, Joseph Ravoahangy, Jacques Rabemananjara et Joseph Raseta, sont arrêtés malgré leur immunité parlementaire — ils n'en sont déchus que quelques semaines plus tard. Raseta et Ravoahangy sont condamnés à mort lors du « procès des parlementaires » ; leur peine est commuée par la suite en prison à vie,.
L'ordre colonial règne de nouveau à Madagascar. Des exécutions de personnes liées à l'insurrection se poursuivront jusqu’en 1958. En janvier 1951, François Mitterrand, alors ministre de la France d'outre-mer, indique dans un discours que l'« avenir de Madagascar est indéfectiblement lié à la République française ». Madagascar n'accède à l'indépendance qu'après la fin de IVe République et la création de la Communauté française en 1960.

## Nombre de victimes
L'évaluation officielle des victimes de la « pacification » continue à faire débat. La puissance coloniale cherche à diminuer le nombre des victimes afin de minimiser sa responsabilité. Les dirigeants du pays devenu indépendant, instrumentalisent un sentiment « victimaire » pour faire adhérer la population à la « construction nationale » et des militants anticolonialistes instruisent le procès de l'ancienne puissance coloniale, avançant parfois des chiffres fantaisistes. Mais personne ne remet en question la violence de la répression,.
Une mission d'information de l'Assemblée de l'Union française fin 1948 établit un premier bilan à 89 000 morts,, (soit plus de 2 % de la population malgache de l'époque). Ce nombre fourni par l'état-major français par différence du nombre d'habitants avant et après la répression, est repris plus tard par Jacques Tronchon dans L'insurrection malgache mais contesté par Jean Fremigacci, pour qui « de tels chiffres sont loin de la réalité : il a pu y avoir jusqu'à 40 000 morts à Madagascar en 1947-1948. Mais plus des trois-quarts sont imputables à la maladie et à la malnutrition qui ont frappé des populations en fuite, le plus souvent sous la contrainte des insurgés ». » Le haut-commissaire français donne lui une estimation de 90 000 à 100 000 morts. Les autorités coloniales, de leur côté révisent à la baisse cette estimation et fixent officiellement en 1950, le bilan à 11 342 morts, (un rapport de 1952 faisait état de « 5 126 rebelles tués et de 5 390 civils morts de faim et de froid dans la forêt », ces derniers ayant simplement fui les affrontements entre insurgés locaux et militaires français) ; au contraire, des analystes malgaches et étrangers réévaluent les pertes humaines à 100 000  à   200 000 morts,.
Le nombre de victimes comprend une grande majorité de Malgaches, tués lors des affrontements, fusillés avec ou sans procès, morts dans les camps d'internement, d'épuisement ou de faim. Le gros des pertes eut lieu dans les zones tenues par les insurgés, la plupart des 20  à   30 000 victimes de malnutrition et de maladie étant des familles paysannes prises entre les forces coloniales et les insurgés et chassées par la guerre, sans ressources, dans les forêts. Parmi les morts malgaches, quelques milliers ont été tués par les insurgés, car ils faisaient partie des forces de l'ordre ou de l'administration coloniale… ou en étaient accusés sur une simple rumeur. Des tirailleurs sénégalais périrent aussi, ainsi que 130 à 150 colons et 350 soldats français.

## Réactions

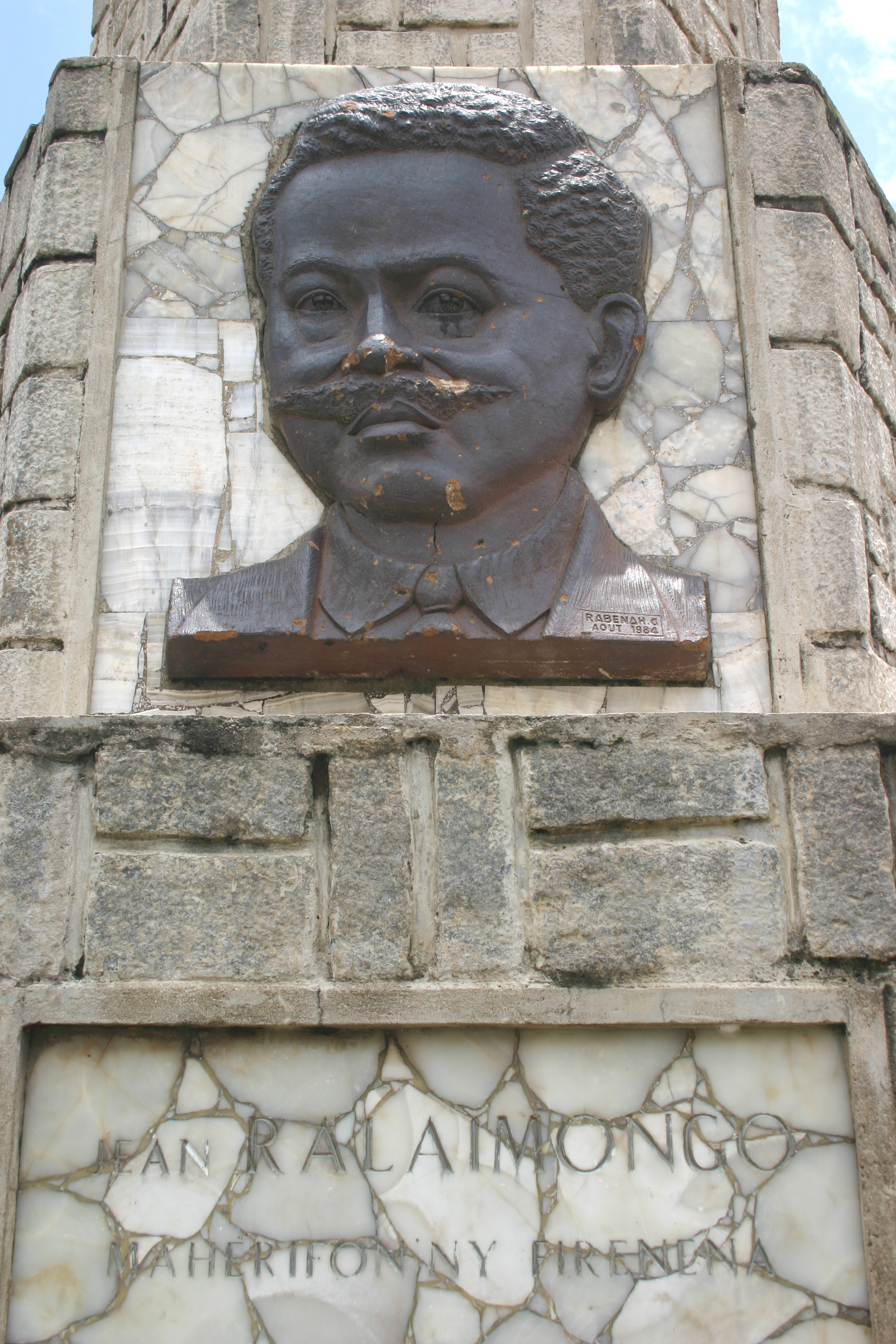
Jean Ralaimongo (1895-1944).

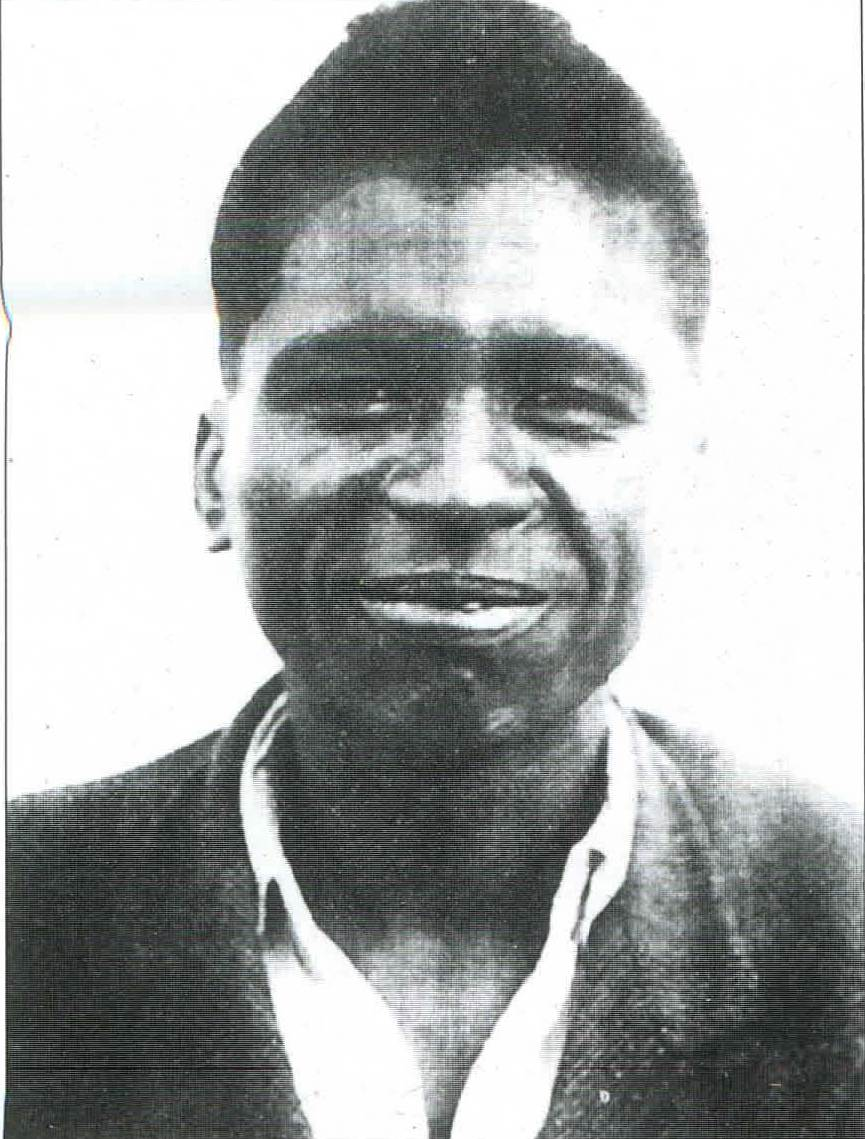
Monja Jaona (1910-1994) en 1945.

### Madagascar
Le MDRM, formation politique légale qui milite pour l'indépendance dans le cadre de l'Union française et a trois députés au parlement français, désavoue l'insurrection et fustige les « crimes barbares ». Ses dirigeants lancent un appel au calme. Comme souvent dans les situations révolutionnaires, celui qui prêche la modération devient la cible des attaques de tous bords : le MDRM est interdit et ses chefs arrêtés par l'administration coloniale.
Certains colons demandent plus de fermeté, des distributions d'armes, la proclamation de l'état de siège et des exécutions d'otages publiques. D'autres, relativement plus modérés, demandent la révocation des fonctionnaires métropolitains, jugés trop laxistes et « grandes oreilles », et leur remplacement par des colons locaux. On demande la révocation de Coppet, jugé trop laxiste, tel que pour la Ligue de défense des intérêts franco-malgaches, fondée pour s'opposer à sa nomination, dont un représentant affirmait œuvrer à son renversement, « mais que M. de Coppet se rassure, pas par les mêmes moyens qu'à Moramanga. Nous ne sommes pas des sauvages,. »

### France
En France, les fonctions ministérielles les plus importantes sont occupées par des représentants de la SFIO : Paul Ramadier est président du Conseil, Marius Moutet est ministre de la France d'outre-mer, Marcel de Coppet est haut-commissaire à Tananarive. Le Mouvement républicain populaire (MRP, démocrates-chrétiens) soutient la répression et renchérit. Le MRP Pierre de Chevigné devient haut-commissaire pour étendre la répression, en remplacement de Marcel de Coppet, jugé trop modéré. L'opposition gaulliste exige des châtiments. Les communistes critiquent la répression. Le journal L'Humanité est l'un des rares titres de presse à se faire l'écho des premières informations sur l'étendue des massacres et sur les pratiques répressives de l'armée française, tandis que l'écrivain Albert Camus écrit dans Combat : « Nous faisons [à Madagascar] ce que nous avons reproché aux Allemands ». De façon générale la presse évoque peu l'insurrection malgache et sa répression, qui resteront très mal connues des Français.
À la Chambre, le député communiste Georges Gosnat dénonce « les arrestations, les sévères représailles, l'état de siège » (8 mai). Il demande l'envoi immédiat d'une commission parlementaire d'enquête. Le PCF se trouve pourtant dans l'embarras : il est encore membre, pour quelques semaines, du gouvernement. Le 16 avril, en Conseil des ministres, un violent incident a lieu. Maurice Thorez et ses camarades, en désaccord sur la méthode employée à Madagascar, quittent la réunion en claquant la porte. Les divergences entre le PCF et ses partenaires gouvernementaux éclatent au grand jour, mais les communistes restent alors attachés à une notion d'Union française qu'ils souhaitent « libre et fraternelle ».
Ce n'est qu'en 2005 que l’État français, à travers le président Jacques Chirac alors en voyage à Madagascar, reconnait les massacres et « le caractère inacceptable des répressions engendrées par le système colonial ». En avril 2025, la France annonce la création d’une commission mixte d’historiens sur la décolonisation. Cette commission sera chargée de travailler sur la répression de l’insurrection de 1947.

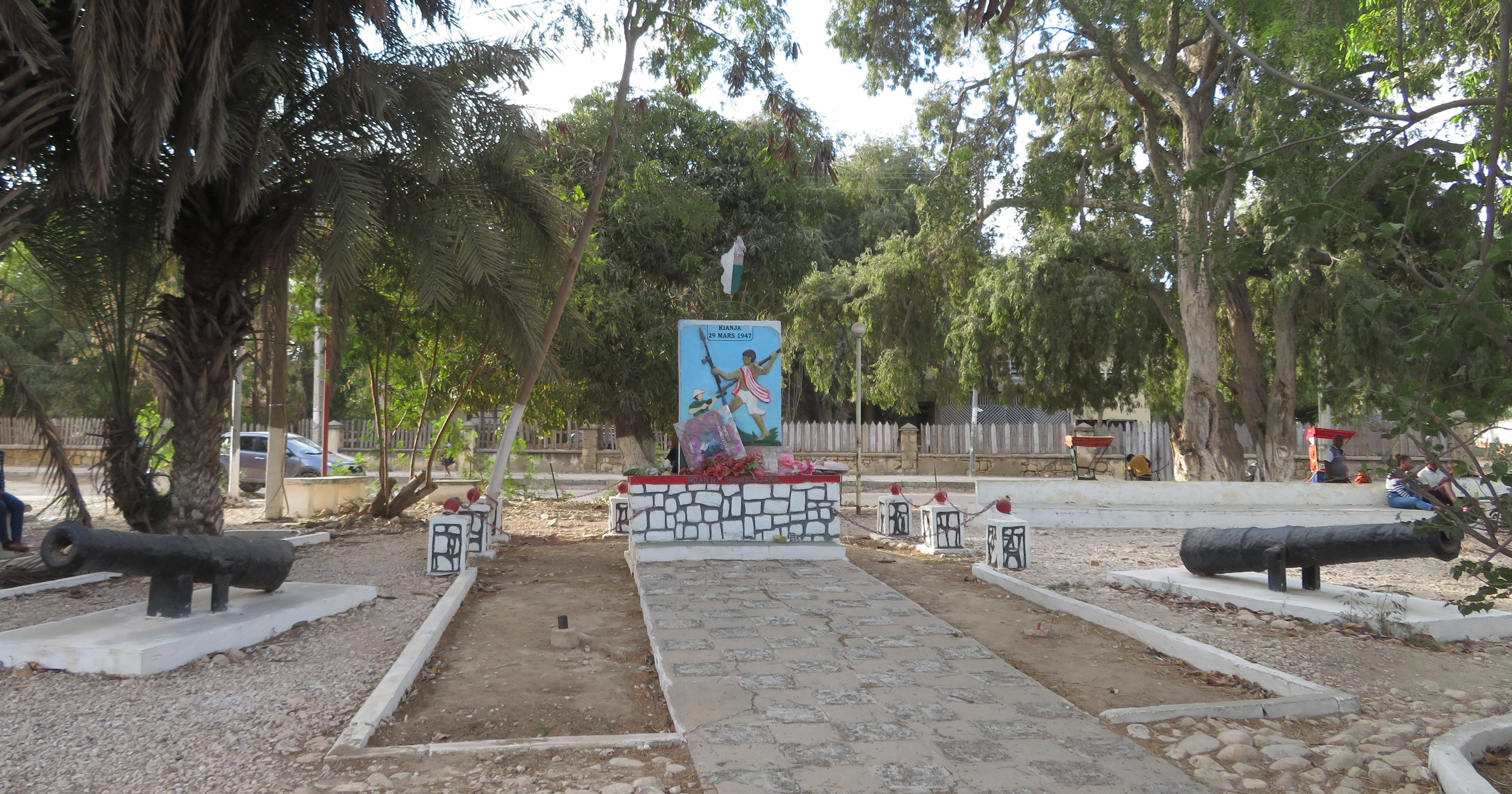
Monument à Toliara

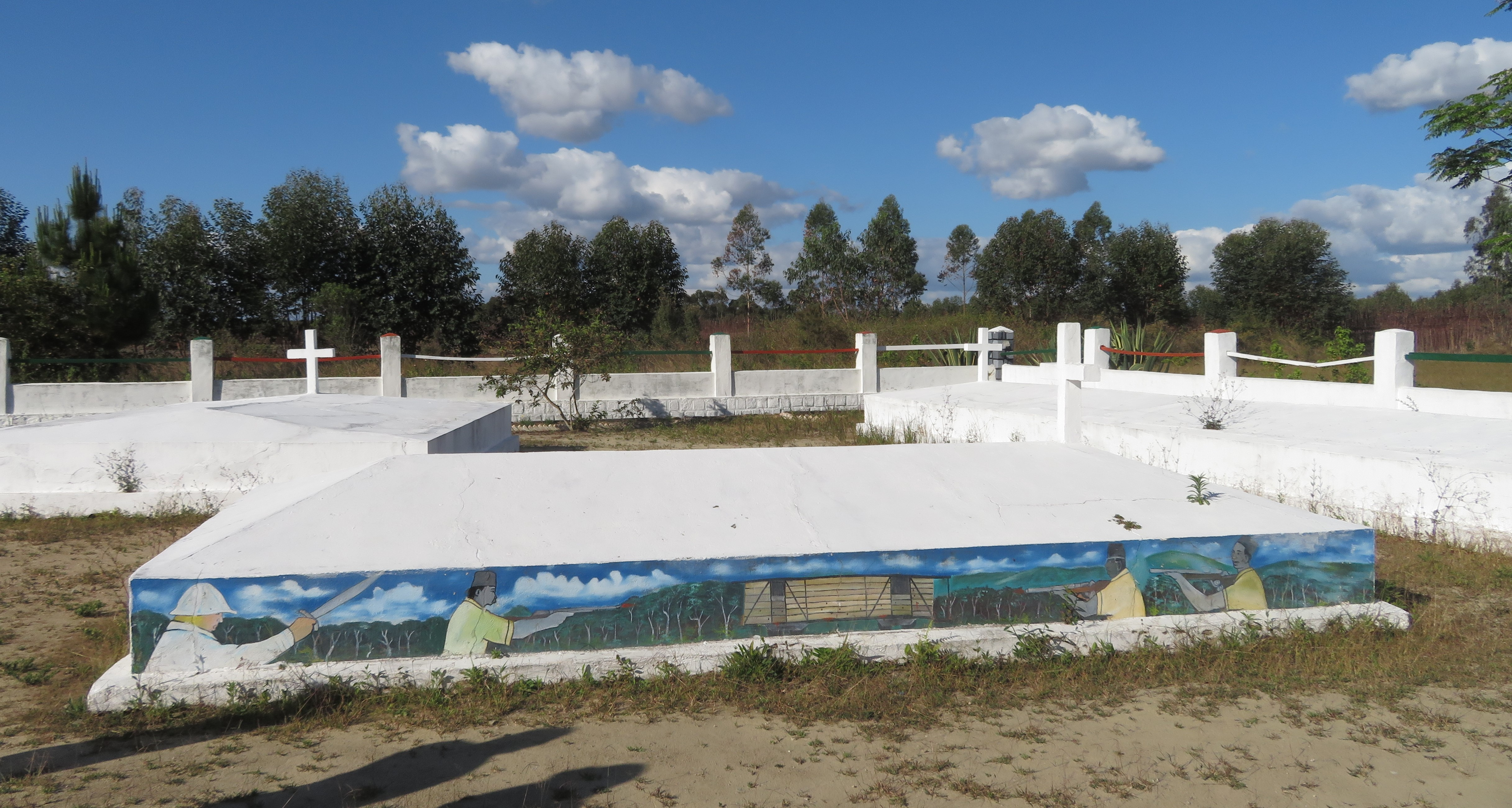
Monument à Moramanga.

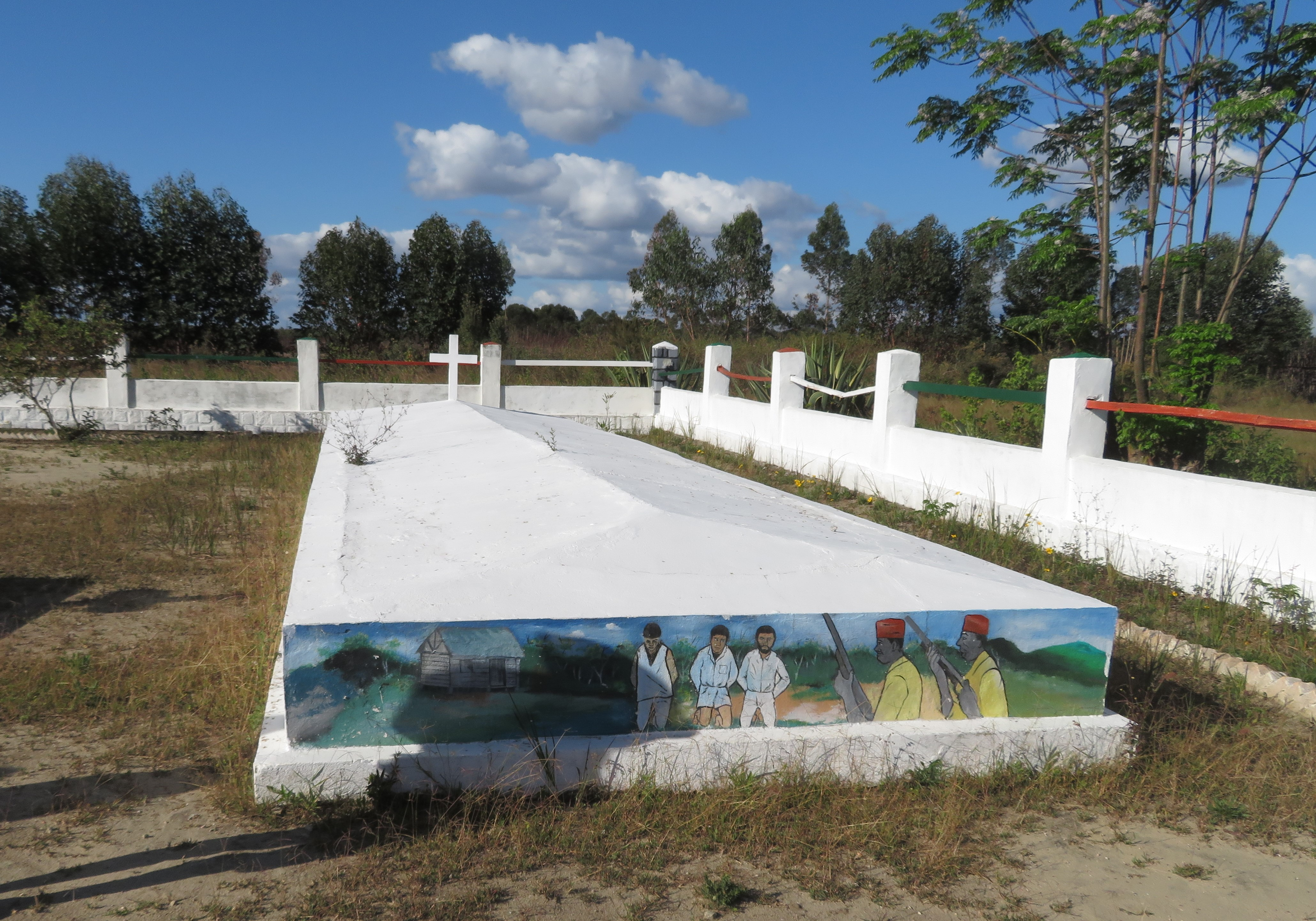
Monument à Moramanga.